# Kosmas (knihkupectví)
Kosmas je knihkupectví fungující jak na internetu, tak ve 37 kamenných prodejnách. Firma vznikla roku 1999. E-shop knihkupectví je jeden z nejstarších knižních e-shopů – spolu s internetovým obchodem Vltava.cz – a roku 2016 byl i nejnavštěvovanější. Nabízí tištěné knihy, audioknihy a e-knihy.
Kosmas vlastnil před následnou likvidací divadelní knihkupectví Prospero v Praze 1. K roku 2020 byl výhradním distributorem vlastního nakladatelství Argo a rovněž nakladatelství Paseka či Torst.